# Algis Uzdila
Algis Uzdila (ur. 25 kwietnia 1937 we wsi Krejwiany, w gminie Puńsk, w województwie podlaskim) – nauczyciel lituanista, poeta, tłumacz, eseista, badacz spuścizny językowej Litwinów i Jaćwingów na Suwalszczyźnie, działacz kulturowy i społeczny Litwinów w Polsce, autor licznych podręczników szkolnych do języka litewskiego i literatury dla litewskich szkół w Polsce oraz programów nauczania dla litewskiej mniejszości narodowej w Polsce.                  

## Życiorys
Urodził się w 1937 r. we wsi Krejwiany (Kreivėnai), w gminie Puńsk. Skończył studia lituanistyczne na Uniwersytecie Wileńskim, a po otrzymaniu dyplomu rozpoczął pracę jako nauczyciel w Liceum Ogólnokształcącym w Sejnach. Po roku przeniósł się do litewskojęzycznego liceum w Puńsku, gdzie piastował stanowisko dyrektora i pracował jako nauczyciel języka litewskiego i niemieckiego. Był pracownikiem Wojewódzkiego Ośrodka Metodycznego Kształcenia Nauczycieli w Suwałkach. Przez wiele lat był też redaktorem stylistycznym dwutygodnika „Aušra“ (czasopisma Litwinów w Polsce), publikował w nim i nadal publikuje artykuły. Obecnie Algis Uzdila jest na emeryturze, prowadzi życie pomiędzy rodzimymi Kreivėnai, Wilnem i Lizboną. Wciąż dużo pisze i tłumaczy, jest członkiem zespołu etnograficznego „Jotva” w Puńsku w grupie seniorów. 

## Twórczość literacka
Algis Uzdila ma imponujący dorobek literacki. Z większych jego publikacji należy wymienić przede wszystkim trzy zbiory wierszy: Žiemkenčių giesmės (Zimowe pieśni zbóż), Žydintys linai (Kwitnące lny), Širdies virpsniai (Drgania serca). Zbiór wierszy Džiaugsmai ir negandos (Uciechy i klęski) z autorskim przekładem na język polski poeta wydał własnym nakładem. Poza tym ukazało się jeszcze kilkanaście mniejszych zbiorków poezji autora, m.in. Smulkeiliai (Małe formy poetyckie) czy Minčių lėksniai (Myśli ulotne). Wiele jego wierszy zostało opublikowanych w polskich i litewskich zbiorach poezji, czasopismach i almanachach, np.: w zbiorze poetyckim poetów Litwinów w Polsce „Miejsce w sercu”, w czasopismach „Aušra“, „Almanach Sejneński“, „Jaćwież“, „Gaładuś / Galadusis“ i innych. Są to wiersze o luźnej kompozycji, których motywami przewodnimi jest poszukiwanie głębszego sensu życia, podziw wobec przyrody i jej darów dla człowieka, mołość do ziemi ojczystej. Z okazji 1000-lecia Litwy Algis Uzdila napisał dramat historyczno-muzyczny Pelenų žiedai (Kwiaty z popiołu) - tekst oparty na legendach, podaniach, wzmiankach historycznych o dramatycznym upadku głównej siedziby jaćwieskich przywódców na górze Šiurpilis, o nierównych walkach Jaćwingów z Krzyżakami, o legendarnym wodzu Jaćwingów Komoncie (Komantas). Niektóre jego wiersze stały się pieśniami i są wykonywane, a na podstawie poematu ,,Pelenų žiedai'' z muzyką Dainiusa Povilionisa choreograficzna grupa ,,Jotva'' z Puńska wystawia improwizację taneczno-poetycką ,,Jotvingio rauda'' (Płacz Kaćwinga). Algis Uzdila jest Członkiem Litewskiego Związku Pisarzy Niezależnych i Litewskiego Stowarzyszenia Twórczego ,,Menų sodas'' (Ogród Sztuk). W latach 2016–2019 nakładem wydawnictw ,,Eglė'' w Kłajpedzie i ,,Aušra'' w Puńsku ukazała się duża powieść Algisa Uzdili Užutėky verda vanduo (W zatoce wrze woda) w trzech częściach: I. Šalnos nekanda (Mrozy niestraszne), II. Miške byra uogos (W lesie sypią się jagody), III. Varpos linksta žemyn (Kłosy kłonią się ku ziemi), która - głosem głównej postaci, młodego nauczyciela litewskiego liceum w Puńsku Aidisa Ragysa - opowiada o dziejach spadkobierców legendarnych Jaćwingów: mieszkańców okolic Puńska i Sejn, występujących w powieści jako bardzo wyraziste postacie pod wymyślonymi imionami i nazwiskami, w których jednak można rozpoznać cechy i charaktery mieszkańców Puńska, Sejn oraz okolicznych wsi. Bogatym, barwnym językiem autor opisuje codzienne życie społeczności Litwinów w Polsce (akcja dzieje się w latach 1963-1999), ich pracę, obyczaje, relacje z władzami w nielekkich latach sześćdziesiątych, podziwia ich wytrwałość i miłość do ojczystej ziemi. Powieść obfituje w wysmakowane ,,perełki'' językowe, dużo w niej żywych dialogów, charakterystycznych dla regionu zwrotów, rzadkich, już odchodzących w zapomnienie nazw miejscowych.

## Działalność  naukowa i translatorska
Swoje badania nad nazewnictwem litewskim i bałtyckim (jaćwieskim) ziem Suwalszczyzny autor przedstawia na konferencjach naukowych, które organizuje Związek Litwinów Polskich i Wydawnictwo „Aušra” w Puńsku. Materiały pokonferencyjne publikowane są w periodyku „Terra Jatwezenorum”.  
   Należy wspomnieć również o dużym dorobku translatorskim Algisa Uzdili. Jest on autorem przekładów na język polski utworów licznych litewskich poetów, należących do kanonu literatury litewskiej, m.in. Salomėji Nėris, Vincasa Mykolaitisa-Putinasa, Antanasa Baranauskasa, Vincasa Kudirki. Opublikował też monografie tych autorów w języku polskim. Ukazały się również jego tłumaczenia na język litewski poetów polskich, rosyjskich, niemieckich.                 

## Działalność pedagogiczna i społeczna
Algis Uzdila kształcił się również z zakresu muzyki i tańca ludowego w Kretyndze.  W Domu Kultury w Puńsku przez ponad 30 lat kierował  zespołem choreograficzno-tanecznym ,,Jotva’’ (Jaćwież, obecnie – „Jotvos aidai” (Echa Jaćwieży). W latach 1988 i 2000 zespół uczestniczył w Litewskim Święcie Tańca w Kanadzie. Jako nauczyciel i redaktor Algis Uzdila wymaga bezwzględnie staranności w formułowaniu wypowiedzi w języku litewskim. Przeciwstawia się nie tylko przejawom „niechlujstwa językowego", polegającego na wykorzystywaniu w wypowiedziach polskich Litwinów pojedynczych polskich słów z końcówkami litewskimi, lecz również współczesnym tendencjom językowym na Litwie, takim jak przejmowanie anglicyzmów i rusycyzmów. Jest on zwolennikiem (i wirtuozem) tworzenia neologizmów słowotwórczych z formantów rdzennie litewskich, także dla określenia nowych elementów rzeczywistości. Na przykład zaproponował kilka własnych terminów komputerowych, takich jak skleislis (skaner, od lit. skleisti - roznosić, rozpowszechniać) lub ep (e-mail, poczta elektroniczna - jako skrót od lit. elektroninis paštas). Pomimo odmiennego stanowiska Państwowej Komisji Języka Litewskiego autor popiera tworzenie neologizmów funkcjonalnych, czyli krótkich i łatwych do zapamiętania (stąd też krytykuje postulat używania terminu nešiojamasis kompiuteris, dosł.: komputer przenośny, dla określenia laptopa. Popiera zarzucenie praktyki stosowania fonetycznej pisowni obcych nazwisk i nazw geograficznych, zatem według niego nie powinno się pisać np. Džonsonas, lecz Johnson. Jeszcze jeden innowacyjny i warty uwagi pomysł Algisa Uzdili dotyczy irytującego wiele osób sposobu pisania sms-ów i tekstów redagowanych komputerowo bez stosowania znaków diakrytycznych. Pomysł polega na używaniu zbitek (dwugrafów) z literą h w pisowni liter z diakrytykami, takich jak ė, ū, š, ž, oraz tzw. liter „nosowych“ w alfabecie litewskim: ą, ę, į, ų. 